# Vidua maryae
La viuda del Jos (Vidua maryae) en un ave del género Vidua perteneciente a la familia Viduidae. Es endémica de Nigeria. Pone sus huevos en los nidos de Lagonosticta sanguinodorsalis, que habita también en Nigeria, debido a su incapacidad de incubarlos, llevándose a cambio la misma cantidad de huevos del otro pájaro para evitar así cualquier sospecha. Su época de apareamiento se realiza a lo largo de todo el año, pero se pronuncia más durante el Harmattan, que se da entre julio y diciembre. Sus hábitats naturales son las sabanas arboladas y los matorrales en zonas rocosas.